# Мауро Бігліно
Мауро Бігліно (нар. 13 вересня 1950) — італійський письменник, есеїст і перекладач. Значна частина його робіт зосереджена на теоріях, що стосуються Біблії та історії церкви, включаючи теорії змови, уфологію та гіпотези стародавніх астронавтів (Теорія палеоконтакту). Як він сам заявив, його теорії здебільшого базуються на літературних роботах Еріха фон Денікена та Захарії Сітчина. Бігліно також брав участь у створенні італійських міжрядкових видань Танаха для Edizioni San Paolo в Чинізелло-Бальсамо, Італія.

## Біографія
Мауро Бігліно після відвідування салезіанської середньої школи Вальсаліце в Турині перебував в частині спеціального піхотного корпусу альпійських військ. Після навчання, проведеного в єврейській громаді Турина, він згодом став перекладачем біблійного івриту в рамках редакційного проекту Edizioni San Paolo, головного видавництва Католицької Церкви, для якого він зробив міжрядковий переклад сімнадцяти книг масоретського тексту Біблії, або дванадцяти малих пророків і п'яти мегілот, переклади, зібране в двох томах «Малі пророки» і «П'ять мегілот». Написав книгу «Chiesa Cattolica e Massoneria» («Католицька церква і масонство»), де заявив, що був масоном і членом італійського масонства більше десяти років до 2000-х років.

## Методологія
Спираючись на дослівний переклад Біблії, Бігліно знайшов альтернативне тлумачення Старого Завіту, яке ґрунтується не на різних інтерпретаціях догматів Церкви, а на дослівному значенні цих віршів. Застосовуючи свою методологію «прикидатися»: те, що Біблія та її автори розповідають про те, що буквально сталося, те і має намір передати, Бігліно зміг намалювати цілісну картину тих подій у давні часи, головним героєм яких був не «Бог», а якісь особливі і могутні істоти — природу і походження яких він не досліджує. Бігліно неодноразово стверджував, що його робота зовсім не є нападом на віру чи ідею Бога, а лише на те, що люди говорять про «Бога», зображеного в Біблії.
Він також є співавтором коміксів за його книгами.

## Гіпотези
Бігліно пропонує дослідити Старий Завіт — у даному випадку Biblia Hebraica Stuttgartensia — використовуючи підхід до перекладу тексту, який, як він стверджує, максимально буквальний, і закликає, в деяких випадках, зберігати оригінальні терміни, а не перекладати. їх взагалі, тому що вони вважаються неперекладними. Зокрема, він виділяє те, що він вважає посиланнями на технологічні знання «Елогім» («Богів»), які б «створили» людину за своїм образом і подобою.
Бігліно представляє гіпотезу, згідно з якою в Старому Завіті термін Елогім означає не одну сутність, а групу розвинених і неідентифікованих істот, які прискорили еволюцію людства за допомогою передових методів генної інженерії, які переміщуються за допомогою літаків (ідентифікованих як інопланетні літаки) — або в будь-якому випадку до пристроїв, оснащених невідомими технологіями і несумісними зі знаннями того часу. Звідси можлива присутність живих істот з інших планет або приналежності до розвинутих цивілізацій, не визнаних офіційною історіографією.
Бігліно, дотримуючись теорій палеоастронавтики, таких як теорії Пітера Колосимо та Захарії Сітчина, ототожнює цих Елогім із богами давнини, такими як єгипетські чи шумерські, які насправді були дуже великою кількістю людей. До Елогім було б включити того самого Яхве — помилково ідентифікованого як «Бог» в єврейській та християнській культурі, — якого майже завжди називають Яхве Елогім Ізраїль (Яхве, Елогім Ізраїлю). Термін Елогім сам по собі не є винятковим для Єгови, але, згідно Ісуса Навина 24:15, він також відноситься до фальшивих ідолів, яким поклоняються вороги аморея та батьки Ізраїлю, які проживають за річкою Месопотамії (за річкою Євфрат), такі як Кемош, Мілком та багато інших, який, таким чином, також був би Елогімом, як і сам Ягве, але який у традиції та міфології ідентифікується як «язичницькі божества».
Про ототожнення «Елогіма» з інопланетянами або, у будь-якому випадку, істотами з інших світів, що еволюціонували, сам Бігліно повідомляє: "Я неодноразово казав і продовжую говорити, що я не знаю, хто такі Елогім, тому що Біблія цього не говорить, але коли мені задають точне запитання, я не цураюся і завжди кажу, що просто "прикидаюся, що Стародавні люди сказали правду, і народи всіх континентів Землі визначають цих істот як «дітей зірок», тому я застосовую свій метод і «роблю вигляд», що це правда. Існування «ціх істот» також, безумовно, є більш достовірним і статистично більш імовірним, ніж існування того Бога, якого теологи винайшли, починаючи з Елогіма. Якщо виявиться, що «ці істоти» були позаземні, я скажу «добре, що завгодно». Якщо виявиться, що це зовсім не позазеині істоти, я все одно скажу «добре, що завгодно». Важливо зрозуміти колосальний обман, який стоїть за твердженням, що «Елогім дорівнює духовному Богу».
Його переклади ґрунтуються на тонких семантичних та інтерпретаційних відмінностях і відрізняються за формою та змістом від тих, які приймаються основними релігійними конфесіями.

## Фільмографія
- Творці: Минуле як він сам (англ. Creators: The Past as himself (2019))